# Portretul lui Inocențiu al X-lea
Portretul lui Inocențiu al X-lea este un tablou al pictorului baroc spaniol Diego Velázquez, realizat în 1650, în timpul unei călătorii în Italia. Mulți artiști și critici de artă îl consideră ca fiind cel mai bun portret creat vreodată. Este găzduit în Galleria Doria Pamphilj din Roma. O versiune mai mică se află în Metropolitan Museum of Art din New York, iar un studiu este expus la Apsley House din Londra. Tabloul este remarcat pentru realismul său, prin faptul că este un portret al unui bărbat extrem de inteligent, ager, dar îmbătrânit. Este îmbrăcat în veșminte din in, iar calitatea lucrării este evidențiată în culoare roșie ai îmbrăcămintei și a perdelelor din fundal.
Papa, născut Giovanni Battista Pamphilj, s-a ferit inițial în a-i permite lui Velázquez să îi realizeze portretul, dar a fost de acord după ce i s-au prezentat reproduceri ale altor opere-portret realizate de Velázquez. Un factor care a contribuit la această mare evoluție în cariera pictorului a fost faptul că el a realizat portretul câtorva membri ai curții familiei Pamphilj. Cu toate acestea, papa a rămas prudent și precaut, iar tabloul a fost prezentat inițial doar rudelor apropiate și nu a fost prezentat publicului mare parte din secolele al XVII-lea și al XVIII-lea. Pergamentul ținut de papă conține semnătura lui Velázquez.

## Istorie
Portretul a fost pictat în timpul celei de-a doua călătorii a lui Velázquez în Italia, între 1649 și 1651. Veșmintele papei fiind din in, a fost pictat probabil în timpul verii, cel mai probabil în 1650. Velázquez a inclus semnătura sa pe hârtia pe care o ține Papa, dar data este dificil de citit. Există două versiuni ale poveștii cum a ajuns Velázquez să picteze portretul. Potrivit uneia dintre ele, în timp ce vizita Roma, lui Velázquez, deja un pictor renumit, i s-a acordat o audiență papei Inocențiu al X-lea. El s-a oferit să picteze un portret al papei, dar Inocențiu X s-a îndoit, suspicios în legătură cu faima lui Velázquez. Prin urmare, el i-a cerut lui Veláquez să ofere o dovadă a abilităților sale de pictor. Atunci se pare că Velázquez a pictat portretul slujitorului său Juan de Pareja (astăzi expus la Metropolitan Museum of Art din New York). Odată ce Papa a văzut portretul lui Juan de Pareja, el i-a permis lui Velázquez să picteze portretul.

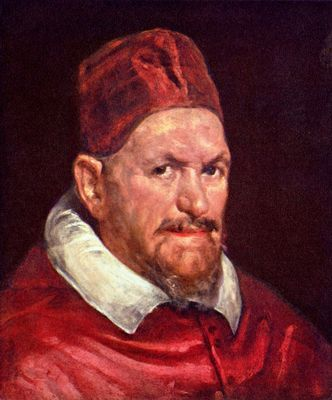
Detaliu din versiunea aflată la Washington National Gallery

Aparent, când Papa a văzut portretul terminat, a exclamat, oarecum neconcertat: „È troppo vero! È troppo vero!” („Este prea adevărat! Este prea adevărat!”), deși nu a fost capabil să nege calitatea intrinsecă a portretului ca o capodoperă. Experții se îndoiesc de veridicitatea acestei povești și susțin că Papa i-a permis lui Velázquez să-l picteze pentru că deja pictase cu mult succes alte persoane de la curtea papală, inclusiv pe propriul frizer al Papei.
Portretul a fost păstrat privat de familia lui Innocențiu, Pamphilj, care avea să-l prezinte în Galleria Doria Pamphilj unde a rămas până în prezent. A fost o capodoperă relativ secretă pentru o mare parte din secolele al XVII-lea și al XVIII-lea, cunoscută doar pentru unele persoane care l-au lăudat ca fiind unul dintre cele mai frumoase portrete realizate vreodată. Istoricul francez Hippolyte Taine a considerat portretul ca fiind „capodopera tuturor portretelor” și a spus că „odată văzut, este imposibil de uitat”.